# Hydaticus quadrivittatus
Hydaticus quadrivittatus är en skalbaggsart som beskrevs av Blanchard 1843. Hydaticus quadrivittatus ingår i släktet Hydaticus och familjen dykare. Inga underarter finns listade i Catalogue of Life.